# Scusciuban
Scusciuban (in somalo Iskushuban), è una città della Somalia situata nella regione di Bari. È capoluogo della provincia omonima.